# Candalides urumelia
Candalides urumelia is een vlinder uit de familie van de Lycaenidae. De wetenschappelijke naam van de soort is voor het gepubliceerd in 1922 door Norman Tindale.
De soort komt voor in Australië